# 韦尔日松
韦尔日松（法語：Vergisson，法語發音：[vɛʁʒisɔ̃]）是法国索恩-卢瓦尔省的一个市镇，属于马孔区。

## 地理
韦尔日松（46°18'32"N, 4°42'56"E）面积5.77 平方千米，位于法国勃艮第-弗朗什-孔泰大區索恩-卢瓦尔省，该省份为法国中部省份，北起顺时针与科多尔省、汝拉省、安省、罗讷省、卢瓦尔省、阿列省和涅夫勒省接壤。
与韦尔日松接壤的市镇（或旧市镇、城区）包括：比西耶尔、桑沃、达瓦耶、普里塞、塞里耶尔、索吕特雷-普伊。

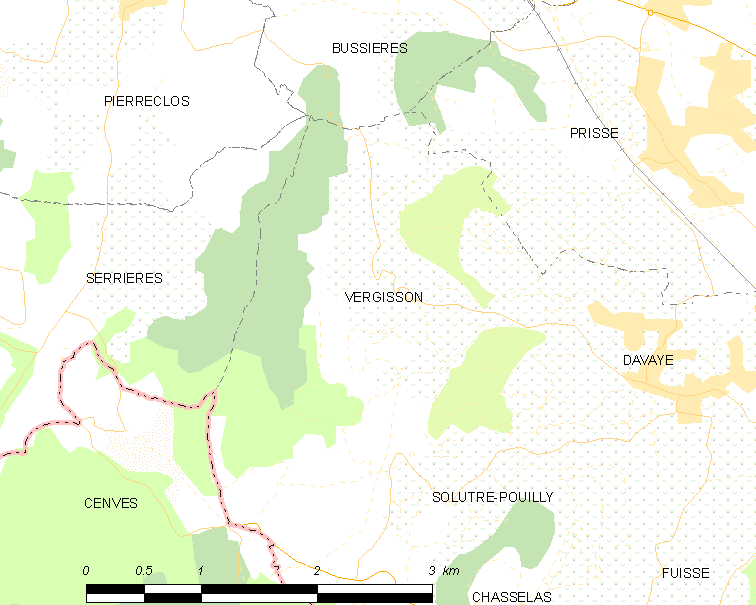
韦尔日松的OSM定位图

韦尔日松的时区为UTC+01:00、UTC+02:00（夏令时）。

## 行政
韦尔日松的邮政编码为71960，INSEE市镇编码为71567。

## 政治
韦尔日松所属的省级选区为拉沙佩勒德甘谢县。

## 人口

1962-2008年间韦尔日松人口变化图示

韦尔日松于2022年1月1日时的人口数量为233人。